# 관절통
관절통(關節痛; 문화어: 뼈마디아픔; 영어: arthralgia)은 관절이 아픈 증상을 말한다. 그 원인으로는 부상, 감염, 건강 악화, 의약품에 대한 알레르기 등을 들 수 있다. 의학주제표목(MeSH)을 참조하면, '관절통'은 염증이 없는 경우, '관절염'은 염증이 있는 경우에 해당된다.

## 치료
치료는 기반이 되는 병인을 치료하는 방식이 우선적으로 진행된다.

## 같이 보기
- 근육통